# Selecció de futbol de Bèlgica
La Selecció de futbol de Bèlgica és l'equip representatiu del país en les competicions oficials. La seva organització està a càrrec de la Reial Unió Belga de Futbol, pertanyent a la UEFA.
La selecció de Bèlgica va debutar l'1 de maig de 1904 a Brussel·les en un partir contra França que finalitzà amb empat a 3.

## Participacions en la Copa del Món
Campions      Finalistes      Tercers      Quarts
| Historial a la Copa del Món | Historial a la Copa del Món | Historial a la Copa del Món | Historial a la Copa del Món | Historial a la Copa del Món | Historial a la Copa del Món | Historial a la Copa del Món | Historial a la Copa del Món | Historial a la Copa del Món |
| Edició                      | Ronda                       | Posició                     | PJ                          | PG                          | PE                          | PP                          | GF                          | GC                          |
| --------------------------- | --------------------------- | --------------------------- | --------------------------- | --------------------------- | --------------------------- | --------------------------- | --------------------------- | --------------------------- |
| 1930                        | Primera fase                | 11s                         | 2                           | 0                           | 0                           | 2                           | 0                           | 4                           |
| 1934                        | Primera fase                | 15s                         | 1                           | 0                           | 0                           | 1                           | 2                           | 5                           |
| 1938                        | Primera fase                | 13s                         | 1                           | 0                           | 0                           | 1                           | 1                           | 3                           |
| 1950                        | Es retirà                   | Es retirà                   | Es retirà                   | Es retirà                   | Es retirà                   | Es retirà                   | Es retirà                   | Es retirà                   |
| 1954                        | Primera fase                | 12s                         | 2                           | 0                           | 1                           | 1                           | 5                           | 8                           |
| 1958                        | No es classificà            | No es classificà            | No es classificà            | No es classificà            | No es classificà            | No es classificà            | No es classificà            | No es classificà            |
| 1962                        | No es classificà            | No es classificà            | No es classificà            | No es classificà            | No es classificà            | No es classificà            | No es classificà            | No es classificà            |
| 1966                        | No es classificà            | No es classificà            | No es classificà            | No es classificà            | No es classificà            | No es classificà            | No es classificà            | No es classificà            |
| 1970                        | Primera fase                | 10s                         | 3                           | 1                           | 0                           | 2                           | 4                           | 5                           |
| 1974                        | No es classificà            | No es classificà            | No es classificà            | No es classificà            | No es classificà            | No es classificà            | No es classificà            | No es classificà            |
| 1978                        | No es classificà            | No es classificà            | No es classificà            | No es classificà            | No es classificà            | No es classificà            | No es classificà            | No es classificà            |
| 1982                        | Segona fase                 | 10s                         | 5                           | 2                           | 1                           | 2                           | 3                           | 5                           |
| 1986                        | Quart lloc                  | 4s                          | 7                           | 2                           | 2                           | 3                           | 12                          | 15                          |
| 1990                        | Vuitens de final            | 11s                         | 4                           | 2                           | 0                           | 2                           | 6                           | 4                           |
| 1994                        | Vuitens de final            | 11s                         | 4                           | 2                           | 0                           | 2                           | 4                           | 4                           |
| 1998                        | Primera fase                | 19s                         | 3                           | 0                           | 3                           | 0                           | 3                           | 3                           |
| 2002                        | Vuitens de final            | 14s                         | 4                           | 1                           | 2                           | 1                           | 6                           | 7                           |
| 2006                        | No es classificà            | No es classificà            | No es classificà            | No es classificà            | No es classificà            | No es classificà            | No es classificà            | No es classificà            |
| 2010                        | No es classificà            | No es classificà            | No es classificà            | No es classificà            | No es classificà            | No es classificà            | No es classificà            | No es classificà            |
| 2014                        | Quarts de final             | 6s                          | 5                           | 4                           | 0                           | 1                           | 6                           | 3                           |
| 2018                        | Tercer lloc                 | 3s                          | 7                           | 6                           | 0                           | 1                           | 16                          | 6                           |
| 2022                        | Primera fase                | 23s                         | 3                           | 1                           | 1                           | 1                           | 1                           | 2                           |
| 2026                        | Pendent                     | Pendent                     | Pendent                     | Pendent                     | Pendent                     | Pendent                     | Pendent                     | Pendent                     |
| 2030                        | Pendent                     | Pendent                     | Pendent                     | Pendent                     | Pendent                     | Pendent                     | Pendent                     | Pendent                     |
| 2034                        | Pendent                     | Pendent                     | Pendent                     | Pendent                     | Pendent                     | Pendent                     | Pendent                     | Pendent                     |
| Total                       | Tercer lloc                 | Tercer lloc                 | 51                          | 21                          | 10                          | 20                          | 69                          | 74                          |

## Participacions en l'Eurocopa
- Des de 1960 a 1968 - No es classificà
- 1972 - Semifinals - 3r lloc
- 1976 - No es classificà
- 1980 - Final - 2n lloc
- 1984 - Primera fase
- Des de 1988 a 1996 - No es classificà
- 2000 - Primera fase
- 2004 - No es classificà
- 2008 - No es classificà
- 2012 - No es classificà
- 2016 - Quarts de final
- 2020 - Quarts de final
- 2024 - Vuitens de final

## Jugadors
Els jugadors convocats pel Copa del Món 2018
| Dorsal | Posició | Jugador                   | Data de naixement/edat | Partits | Gols | Club                     |
| ------ | ------- | ------------------------- | ---------------------- | ------- | ---- | ------------------------ |
| 1      | POR     | Thibaut Courtois          | 11 de maig de 1992     | 57      | 0    | Chelsea                  |
| 2      | DEF     | Toby Alderweireld         | 2 de març de 1989      | 76      | 3    | Tottenham Hotspur        |
| 3      | DEF     | Thomas Vermaelen          | 14 de novembre de 1985 | 66      | 1    | Barcelona                |
| 4      | DEF     | Vincent Kompany           | 10 d'abril de 1986     | 77      | 4    | Manchester City          |
| 5      | DEF     | Jan Vertonghen            | 24 d'abril de 1987     | 101     | 8    | Tottenham Hotspur        |
| 6      | MIG     | Axel Witsel               | 12 de gener de 1989    | 89      | 9    | Tianjin Quanjian         |
| 7      | DAV     | Kevin De Bruyne           | 28 de juny de 1991     | 61      | 14   | Manchester City          |
| 8      | MIG     | Marouane Fellaini         | 22 de novembre de 1987 | 82      | 17   | Manchester United        |
| 9      | DAV     | Romelu Lukaku             | 13 de maig de 1993     | 68      | 34   | Manchester United        |
| 10     | DAV     | Eden Hazard               | 7 de gener de 1991     | 85      | 22   | Chelsea (capità)         |
| 11     | DAV     | Yannick Ferreira Carrasco | 4 de setembre de 1993  | 25      | 5    | Dalian Yifang            |
| 12     | POR     | Simon Mignolet            | 6 de març de 1988      | 21      | 0    | Liverpool                |
| 13     | POR     | Koen Casteels             | 25 de juny de 1992     | 0       | 0    | VfL Wolfsburg            |
| 14     | DAV     | Dries Mertens             | 6 de maig de 1987      | 68      | 13   | Napoli                   |
| 15     | DEF     | Thomas Meunier            | 12 de setembre de 1991 | 24      | 5    | Paris Saint-Germain      |
| 16     | DAV     | Thorgan Hazard            | 29 de març de 1993     | 10      | 1    | Borussia Mönchengladbach |
| 17     | MIG     | Youri Tielemans           | 7 de maig de 1997      | 8       | 0    | AS Monaco                |
| 18     | MIG     | Adnan Januzaj             | 5 de febrer de 1995    | 8       | 0    | Reial Societat           |
| 19     | MIG     | Mousa Dembélé             | 16 de juliol de 1987   | 75      | 5    | Tottenham Hotspur        |
| 20     | DEF     | Dedryck Boyata            | 28 de novembre de 1990 | 6       | 0    | Celtic                   |
| 21     | DAV     | Michy Batshuayi           | 2 d'octubre de 1993    | 15      | 6    | Borussia Dortmund        |
| 22     | MIG     | Nacer Chadli              | 2 d'agost de 1989      | 44      | 5    | West Bromwich Albion     |
| 23     | MIG     | Leander Dendoncker        | 15 d'abril de 1995     | 4       | 0    | Anderlecht               |

## Jugadors històrics
Fonts:
Des de 1910
- Armand Swartenbroeks
- Robert de Veen
- Fernand Nisot

Des de 1920
- Jean De Bie
- Pierre Braine
- Henri Larnoe
- Ivan Thys
- Robert Coppée

Des de 1930
- Arnold Badjou
- Robert Paverick
- Jean Capelle
- Raymond Braine
- Bernard Voorhoof

Des de 1945
- Henri Meert
- Victor 'Vicky' Mees
- Georges Heylens
- Louis Carre
- Léopold Anoul
- Josef 'Jef' Mermans
- Henri 'Rick' Coppens

Des de 1960
- Jean Nicolay
- Pierre Hanon
- Joseph Jurion
- Paul Van Himst
- Wilfried Puis
- Raoul Lambert
- Victor Wegria

Des de 1970
- Christian Piot
- Jean-Marie Trappeniers
- Wilfried Van Moer
- Johannes Devrindt

Des de 1980
- Jean Marie Pfaf
- Michel Preud'homme
- Eric Gerets
- Frank Vercauteren
- Erwin Vandenbergh
- Jan Ceulemans

Des de 1990
- Philippe Albert
- Franky van der Elst
- Vincenzo 'Enzo' Scifo
- Marc Degryse
- Luc Nilis

Des de 2000
- Vincent Kompany
- Emile Mpenza
- Mbo Mpenza

Des de 2010
- Thibaut Courtois
- Kevin De Bruyne
- Eden Hazard
- Romelu Lukaku
- Dries Mertens